# Hilihoru (Bawolato)
Hilihoru is een bestuurslaag in het regentschap Nias van de provincie Noord-Sumatra, Indonesië. Hilihoru telt 1325 inwoners (volkstelling 2010).